# Мата, Феликс
Феликс Мата (исп. Félix Mata; 30 января 1951 — 26 апреля 2018) — венесуэльский легкоатлет, специалист по бегу на короткие дистанции. Выступал за сборную Венесуэлы по лёгкой атлетике в 1970-х годах, чемпион Боливарианских игр, чемпион Южной Америки, серебряный призёр Игр Центральной Америки и Карибского бассейна, участник летних Олимпийских игр в Мюнхене.

## Биография
Феликс Мата родился 30 января 1951 года.
Первого серьёзного успеха на взрослом международном уровне добился в сезоне 1971 года, когда вошёл в основной состав венесуэльской национальной сборной и побывал на чемпионате Южной Америки в Лиме, откуда привёз награду золотого достоинства, выигранную в беге на 100 метров.
В 1972 году установил свой личный рекорд в беге на 100 метров, показав результат 10,1 секунды, и благодаря череде удачных выступлений удостоился права защищать честь страны на летних Олимпийских играх в Мюнхене. В личной стометровой дисциплине не смог преодолеть предварительный квалификационный этап, показав время 10,73 секунды, тогда как в программе эстафеты 4 × 100 метров совместно с коллегами по сборной Умберто Галея, Альберто Марчаном и Хесусом Рико дошёл до стадии полуфиналов.
После мюнхенской Олимпиады Мата остался в легкоатлетической команде Венесуэлы и продолжил принимать участие в крупнейших международных соревнованиях. Так, в 1973 году он отметился выступлением на Боливарианских играх в Панаме, где завоевал золото на дистанции 100 метров и получил серебро на дистанции 200 метров — уступил здесь только своему соотечественнику Виктору Патинесу.
В 1974 году выиграл серебряную медаль в эстафете 4 × 400 метров на Играх Центральной Америки и Карибского бассейна в Санто-Доминго, где его команду обошла только сборная Кубы.
В 1975 году в стометровой дисциплине стал бронзовым призёром на чемпионате Центральной Америки и Карибского бассейна в Пуэрто-Рико, пропустив вперёд представителя Тринидада и Тобаго Чарльза Джозефа и пуэрториканца Пабло Франко.
Феликс Мата считается одним из лучших бегунов-спринтеров в истории венесуэльской лёгкой атлетики.
Умер 26 апреля 2018 года в Эль-Тигре в возрасте 67 лет.